# Kate Marvel

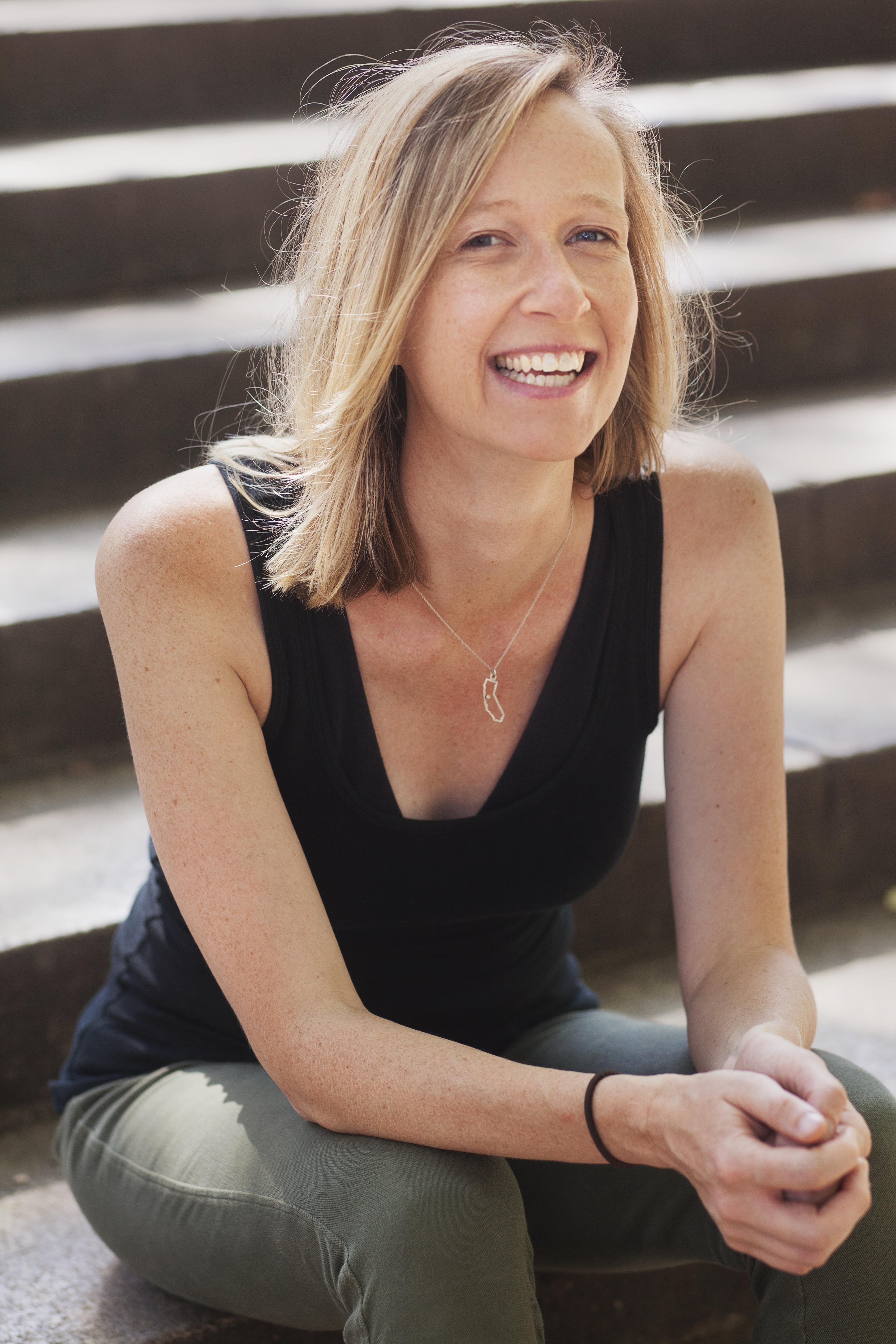
Kate Marvel (2016)

Katherine Drew „Kate“ Marvel ist eine Klimawissenschaftlerin und Kolumnistin. Sie ist an der Columbia University und am Goddard Institute for Space Studies wissenschaftlich tätig. Einem breiten Publikum ist sie durch ihre „Hot Planet“-Kolumne der Zeitschrift Scientific American bekannt.

## Leben
Marvels Interesse an der Astronomie wurde durch einen Pflichtkurs am College geweckt. Sie studierte daraufhin Physik und Astronomie an der UC Berkeley. 2008 promovierte sie an der University of Cambridge in theoretischer Physik. Zu ihren wissenschaftlichen Stationen zählen die Carnegie Institution, das Lawrence Livermore National Laboratory und die Stanford University. Seit 2010 unterrichtet sie im Rahmen des Prison University Projects Statistik und Algebra am San Quentin State Prison.

## Wirken
Marvels Forschung konzentriert sich auf Klimamodelle und Wolken. In ihrer Forschungsarbeit verwendet Marvel zum Verständnis des Klimawandels Satellitenbeobachtungen des Klimasystems, Rekonstruktionen des vergangenen Klimawandels und Computermodelle des Klimas.
Zum Jahreswechsel 2019/2020 fasste sie das vorherliegende Jahrzehnt wie folgt zusammen: „Dies ist das Jahrzehnt, in dem wir wussten, dass wir Recht hatten. Es begann mit dem wärmsten Jahr seit Beginn der Aufzeichnungen; mindestens fünf Mal wurde dieser Rekord danach gebrochen. Kohlendioxid in der Atmosphäre erreichte ein noch nie dagewesenes Niveau seit Menschen Hominine waren. Es gab Dürren und Überschwemmungen und brutale Hitzewellen. Korallenriffe wurden weiß und gaben auf. Australien ist der Dürre unterworfen. Der Amazonas brennt.“
Marvel zählt Kim Cobb, Katharine Hayhoe, Rhiana Gunn-Wright, Katharine Wilkinson und Ayana Johnson zu ihren Vorbildern.
Das US-amerikanische Time-Magazin führte sie 2019 im Artikel „Meet 15 Women Leading the Fight Against Climate Change“ als eine von 15 Frauen, die den Kampf gegen den Klimawandel anführen, auf.

## Veröffentlichungen (Auswahl)
- mit C. Bonfils: Identifying external influences on global precipitation. Proceedings of the National Academy of Sciences, 110(48), 19301–19306, 2013, doi:10.1073/pnas.1314382110.
- mit B. Kravitz, K. Caldeira: Geophysical limits to global wind power. Nature Climate Change, 3(2), 118, 2013, doi:10.1038/nclimate1683.
- mit G. A. Schmidt, R. L. Miller, L. S. Nazarenko: Implications for climate sensitivity from the response to individual forcings. Nature Climate Change, 6(4), 386, 2016, doi:10.1038/nclimate2888.